# Agudo (Ciudad Real)
Agudo es un municipio y localidad española de la provincia de Ciudad Real, en la comunidad autónoma de Castilla-La Mancha. Perteneciente a la comarca del Valle de Alcudia, cuenta con una población de 1604 habitantes (INE 2024).

## Historia

### Prehistoria
Las raíces históricas de la población fueron localizadas por el abate Breuil, en la sierra de San Blas, a principios de este siglo, situando este primer poblamiento en el Paleolítico. Según Breuil este asentamiento se desplazó por la sierra durante la Edad del Bronce, de la que se conserva un asentamiento en muy mal estado debido a la erosión (los Barreros) y, desde allí, fue descendiendo poco a poco hasta la actual posición.

### Época romana y visigoda
Durante la dominación romana la población fue lugar de paso desde Abenójar y Saceruela hacia Garbayuela, donde se uniría a la vía Toledo-Mérida; de esta época se conservan algunos restos de cerámica común.
En la época visigótica el pueblo, como otras muchas zonas de la meseta debió sufrir una etapa de despoblación y no ha quedado ningún resto de la misma.

### Edad Media

#### La frontera árabe
Es durante la ocupación árabe cuándo el nombre de Agudo (Acud) comienza a estar presente en varios documentos de límites:
- 1031: la población está adscrita a la taifa de Toledo de Yai Sh Ben Muhammad.
- 1077: pasa a pertenecer al Reino de Sevilla.
- 1086: forma parte del Reino de Badel Aix (Badajoz).
- El 22 de septiembre de 1189: Alfonso VIII hace una donación a la Orden de Calatrava: 'ad caput quod dicitur de Agudo' (Cabeza de Agudo).
- En 1195, tras la batalla de Alarcos, la Orden pierde estos territorios que pasan a manos árabes hasta el 1212.
- En 1264, un documento que marca los límites entre Córdoba y Toledo dice: "y del río de Siruela (ahora Agudo) arriba como viene derecho a Agudo", dejando la población en poder de Toledo.
- En 1269 otro documento pone el pueblo de nuevo bajo la dominación de la Orden de Calatrava.
- En 1274 otro documento ratifica la pertenencia a la Orden en una disputa de límites con el reino cordobés.

### Siglos XV-XVI
Durante esta época, en toda la meseta tenemos constancia de la importancia que tuvo el comercio. Agudo se encuentra en un punto de paso en los caminos que van de norte a sur (Toledo-Córdoba) y en los que unen el este y el oeste (Levante-Extremadura).
En la actividad comercial se distinguen tres grupos en función de su importancia: tiendas, mercados y ferias. El primero estaba sujeto a una población, mientras que los otros dos generaban un gran movimiento de mercancías y personas. Son estos traslados y sus dificultades (los salteadores de caminos) lo que hace que se creen la Santa Hermandad y las "Compañías". Lo que más tarde fueron agrupaciones mercantiles, en un primer momento no son más que la asociación de varios mercaderes para realizar un viaje a través del país en compañía para poder defenderse mejor.
Durante la época de la Inquisición se abren numerosos procesos a conversos acusados de judeizar, es decir, de mantener sus ritos judíos. Es esta abundante documentación la que nos permite conocer las andanzas de algunos antepasados:
- Alonso de Córdoba, tendero, converso, a finales del siglo XV tuvo asalariado a Juan Alonso Bermejo y a Juan Alonso de Martín Alonso. El hecho de que tuviera dos trabajadores nos da una idea de la importancia de su negocio.
- Gonzalo Palomino, trabajaba en la industria textil. También consta que daba trabajo a otros vecinos. Y que además de a lo textil se dedicaba al pesado de metales preciosos.
- Alfonso Martín Muchotrigo, este vecino no consta como converso, pero aparece en una de las causas: en el año 1500 llevó a pesar una pieza de metal precioso.
- Alonso Carrasco, tejedor de lienzos, también aparece implicado en uno de los juicios por llevar a pesar un ducado a casa de Gonzalo Palomino. La acusada era la mujer de este último, Elvira González.

En esta documentación también consta que había abundantes carniceros en toda la zona (Agudo, Almagro, Almodóvar del Campo, Argamasilla de Calatrava, etc.)
Esta época corresponde también al auge de los viajes al Nuevo Mundo y en una de estas expediciones hemos tropezado con otro agudeño:
- Juan de Villarreal from: Agudo, served with the Captain Francisco Vazquez de Coronado. The expedition set out for New México and Arizona but made it as far north as Kansas from 1540 to 1542. He was Alcalde of Guadalajara in 1544 where he settled with his wife. Member of the order of Calatrava.
- Traducción: Juan de Villarreal, procedente de Agudo, sirvió con el Capitán Francisco Vázquez de Coronado, en la expedición que salió hacia Nuevo México y Arizona, pero llegó a alcanzar por el norte hasta Kansas entre 1540 y 1542. Fue alcalde de Guadalajara en 1544, dónde se asentó con su mujer. Miembro de la Orden de Calatrava.

Esta pequeña reseña la hemos recogido en la página web dedicada a la familia Villarreal, una web creada por los sucesores americanos de esta saga.
Repasando algunas informaciones sobre Almadén, hemos encontrado una nueva referencia a un agudeño:
Durante gran parte de los siglos XVI y XVII la explotación de las minas estaba en manos de los Fugger, en pago de la deuda que la Corona mantenía con estos banqueros (en 1563, según la Historia de las Minas de Almadén de A. Mantilla, esta deuda ascendía a 2.975.797 ducados). En 1593, por orden de Felipe II, llega a Almadén el contador Mateo Alemán para realizar un informe sobre el funcionamiento de la mina. Durante varios días el Juez Visitador toma declaración a varios de los trabajadores. El día 9 de febrero es el turno del forzado Miguel de Aldea: "Y este que declara vio que a Juan Guixarro (al margen 'a Juan Guijarro') capataz que fue en la dicha hacienda y lo es al presente porque estándose concertando con unos hombres para que sacasen ciertas cenizas del horno donde se cuecen los dichos metales de donde se saca el azogue y hallándose presentes al dicho concierto Bartolomé Sarcero vecino de Agudo forzado que fue en la dicha fábrica y Juan Sevillano asimismo forzado de la dicha fábrica a quien éste que declara ha oído decir que mataron en Zaragoza y pareciéndoles los susodichos forzados que los hombres que querían sacar las dichas cenizas habían pedido precios moderados dijeron al dicho capataz que no pedían mucho por sacar las dichas cenizas y el dicho capataz se movió contra ellos con enojo y cólera y despidió a los dichos hombres con quien se concertaba e hizo que los dichos Bartolomé Sarcero y Juan Sevillano forzados entrasen luego en el dicho horno estando caliente y sacasen las dichas cenizas de manera que de ello les sucedió grave enfermedad porque se les abrasaron las bocas y estuvieron muy malos de la dicha ocasión."
El abogado y poeta Juan de Mestanza, gran amigo de Cervantes y encomendero en Guatemala, también nació en Agudo.

### SigloXIX
A principios del siglo XIX, en concreto en 1811, la ermita de Nuestra Señora de la Estrella sirvió para tomar juramento a la recién creada Junta de Subsidios; el general Castaños, al mando del Quinto Ejército se enfrenta a las tropas napoleónicas, que poco a poco se acercan a la población y obligan a huir al ejército. En ella murió desterrado desde Ciudad Real el sacerdote afrancesado e historiador Sebastián de Almenara, en 1811. Años después (1836) el general Rodil (ministro de la Guerra) marcha de Saceruela a Agudo para plantar cara a las partidas carlistas que llegaron a tomar Almadén.

### SigloXX

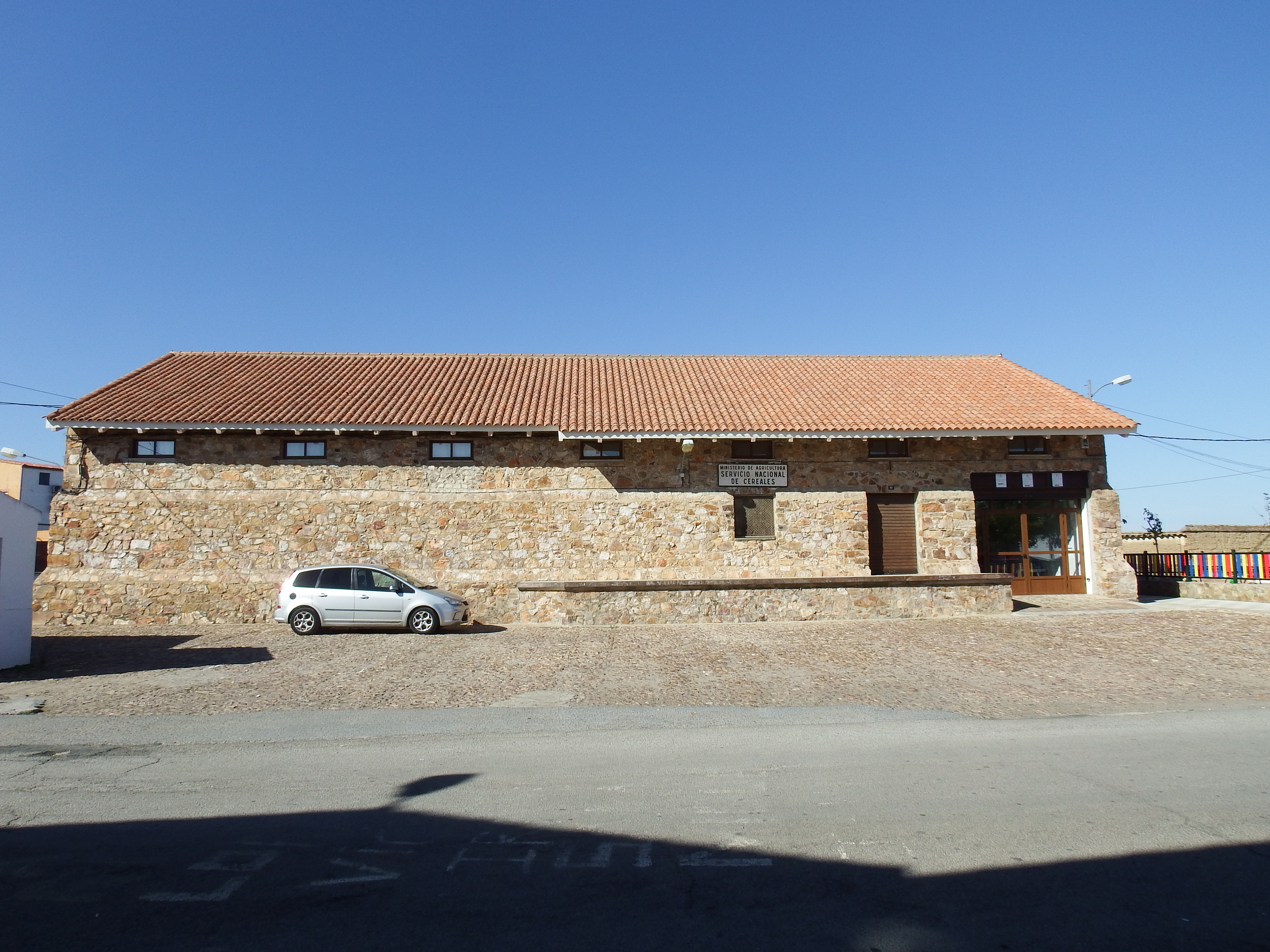
Granero de Agudo (1957), de la Red Nacional de Silos y Graneros

Durante la Guerra Civil, Agudo, como toda la provincia de Ciudad Real, forma parte de la retaguardia y la sufre en los últimos meses de la guerra y, sobre todo, en los años siguientes; debido a la actuación tanto de las partidas de guerrilleros como de la contrapartida.
Como muchas de las poblaciones cercanas, en la segunda mitad del siglo XX se producen emigraciones masivas de la población local hacia las grandes ciudades industriales de España.

## Monumentos y lugares de interés
- Casa del Comendador (siglos XVI-XVII). La casa de la Encomienda Mayor de Calatrava, de mampostería y ladrillo, presenta una portada con vano adintelado, flanqueado por pilastras adosadas y frontón triangular; interior con gran zaguán y patio trasero con bodega.
- Iglesia de San Benito Abad (siglo XVI). De nave única, planta alargada y ábside poligonal, se cierra mediante una bóveda de cañón con lunetos y seis arcos fajones, de estilo gótico tardío con reformas del siglo XIX y obras de consolidación en 1978.ermita   de la Virgen de la Estrella

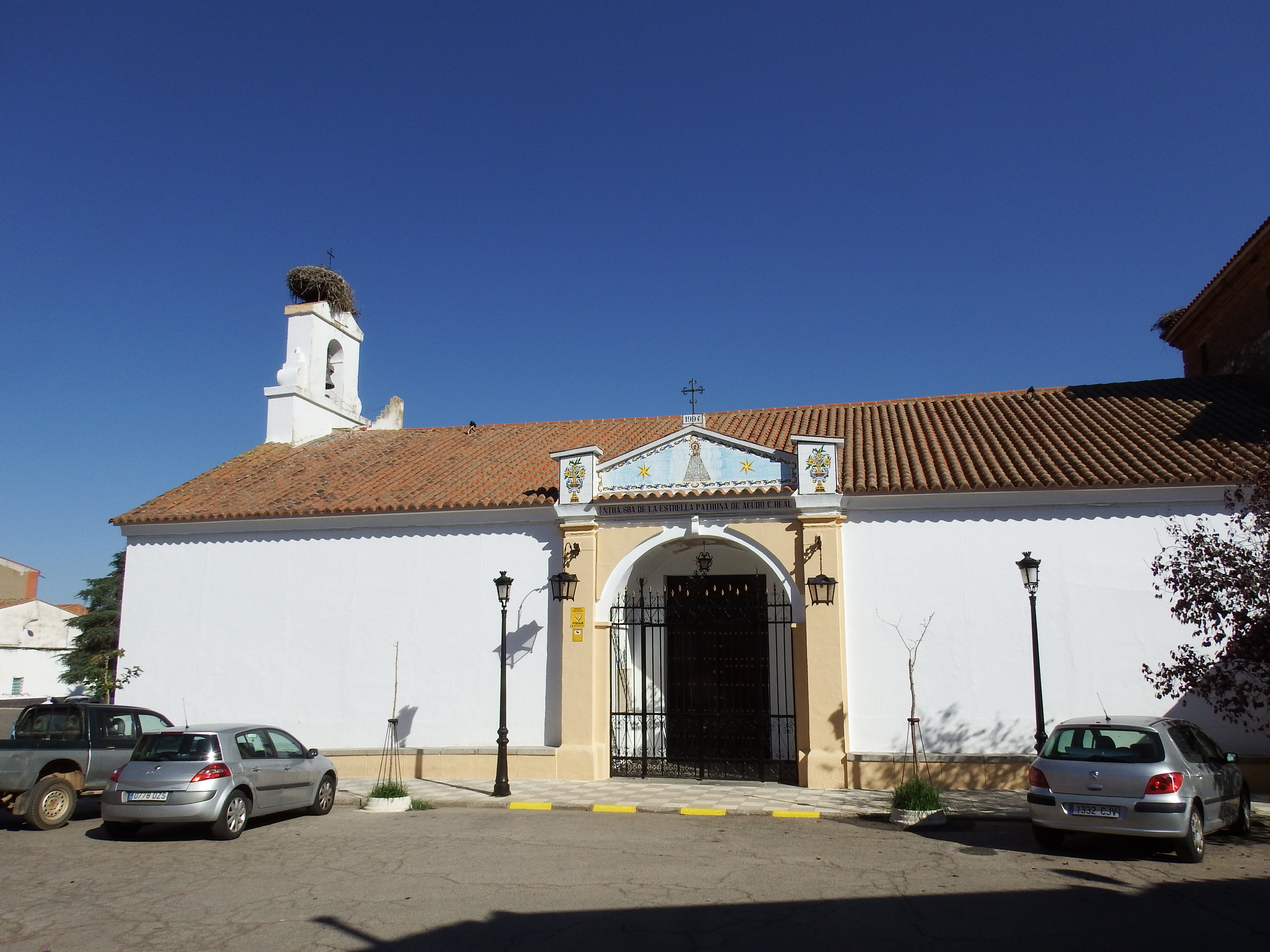
ermita de la Virgen de la Estrella

- Ermita de la Virgen de la Estrella (siglo XVI). En la fábrica se aprecian, al menos, dos momentos constructivos. El edificio primitivo es anterior a 1575 y pretende ajustarse a los esquemas renacentistas. La portada de los pies, característica del barroco popular, sugiere una cronología más avanzada para la nave.
- Ayuntamiento viejo (siglo XIX). Construido en la primera mitad del siglo XIX, la fábrica es de mampostería con verdugadas.
- Ermita de San Blas. La ermita se localiza sobre un cerro amesetado con excepcionales vistas del entorno, especialmente de los pueblos extremeños más próximos: Baterno, Tamurejo, Garbayuela, Siruela, etc.

## Geografía
Integrado en la comarca de Valle de Alcudia, se sitúa a 106 kilómetros de la capital provincial. Agudo se encuentra situada a 38°58′59″ N y a 4°52′00″ O y tiene una extensión de 227,31 km². 
Excepto por el oeste, donde la depresión de Agudo se prolonga en tierras de Tamurejo, el territorio aparece flanqueado por sierras y cerros que, en ningún caso, alcanzan los 900 metros de altitud. Al norte, la cuerda de una alineación, desde el río Guadalemar hasta el morro Altero (818 metros), sirve de delimitación con los municipios de Garbayuela y Fuenlabrada de los Montes. En esa cuerda, el punto más elevado es el monte Quejigo (847 metros). A continuación, las sierras de El Bonal, Media Luna, Dos Hermanas y Castillejo marcan la linde con Puebla de Don Rodrigo. En estas sierras el punto más elevado es Hoya Grande (848 metros). Por el este, los cordones montañosos de El Oso y Navalatienda inician el límite con Valdemanco del Esteras, que se prolonga por el sur a través de las sierras de El Toledano, La Pescadera y El Lugar, hasta alcanzar de nuevo la provincia de Badajoz, donde los arroyos de La Conquista y Valdelirios señalan la divisoria con Baterno. El interior del territorio presenta un relieve suave salvo en el sur, donde la alineación de San Blas, Los Poyales, Casavieja y Los Parrales origina una sucesión de estrechos vallejos casi horizontales y, al oeste, cuya superficie se torna más abrupta por la irrupción, desde el norte, de la sierra de Matavacas y una serie de pequeños cerros que avanzan desde El Toledano. En todo caso las diferencias de nivel no son muy significativas y oscilan entre los 874 metros de Don Pablos y los 487 metros de la desembocadura del arroyo de La Delgada. Tributario del Zújar a través del Guadalemar, el río Agudo es el más importante en cuanto a longitud y número de corrientes menores que recoge, aunque su cauce es temporal. El arroyo de Riofrío drena los pequeños vallejos situados entre las dos líneas montañosas de la zona sur; su caudal, poco abundante aunque permanente, desagua en el Esteras.
| Noroeste: Garbayuela (Badajoz) | Norte: Fuenlabrada de los Montes (Badajoz) y Puebla de Don Rodrigo | Noreste: Puebla de Don Rodrigo  |
| Oeste: Tamurejo (Badajoz)      |                                                                    | Este: Valdemanco del Esteras    |
| Suroeste: Baterno (Badajoz)    | Sur: Baterno (Badajoz) y Valdemanco del Esteras                    | Sureste: Valdemanco del Esteras |

### Clima
Las temperaturas máximas alcanzan una media de 38 °C y las mínimas los 4 °C.
Principalmente se observan tres vientos:
- Solano, del este.
- Gallego, del oeste.
- Ábrego, del suroeste, es el que trae la lluvia.

En los últimos años las precipitaciones han variado entre los 880 y los 930 mm anuales, concentrándose en los meses de noviembre a enero; aunque hay que remarcar las importantes precipitaciones que se suelen dar en mayo. El verano, por otro lado, suele ser muy seco: en 1996 sólo cayeron 12 mm entre junio y agosto.

### Vegetación
Agudo posee una vegetación mediterránea, en la que destacan el encinar y la jara. El encinar, protegido desde la década de 1970, permite un amplio aprovechamiento agropecuario de las áreas llanas y donde la pendiente no es muy pronunciada. En las sierras del norte se observan amplias zonas donde el encinar se mezcla con la retama, que se agarra con facilidad en las superficies de pizarra.
En las zonas altas y abruptas la formación predominante es el jaral, también se dan, en menor cantidad, brezales y quejigares. Junto con estas especies dominantes aparecen otras, según las zonas, como el espino albar, el romero, el enebro, la coscoja, el lentisco, el madroño y el cantueso. Entre parcelas y en algún rodal aislado se muestra el alcornoque. Alrededor de los cauces se encuentran poleo, juncos y zarzas. Entre las plantas aromáticas es fácil encontrar orégano, ruda, tomillo y mejorana o almodoruje.

## Transportes
Carreteras
Por Agudo pasan o se inician las siguientes carreteras:
| Denominación de la Carretera                                                                  | Lugar de entrada                           | Lugares a los que va                                                  |
| --------------------------------------------------------------------------------------------- | ------------------------------------------ | --------------------------------------------------------------------- |
| N-502 Carretera que empieza en las proximidades de Ávila y finaliza en el municipio de Espiel | La N-502 es la que conecta el Casco Urbano | Norte: Fuenlabrada de los Montes Sur: Valdemanco del Esteras          |
| CM-4103 Carretera de Agudo a Puebla de Don Rodrigo (Ciudad Real)                              | Entrada por el este de Agudo               | Este: Puebla de Don Rodrigo                                           |
| CR-4194 Carretera que une Agudo con Tamurejo                                                  | Entrada por el NO de AGUDO                 | Oeste: Tamurejo                                                       |
| CM-4200 Carretera local que une el centro urbano de Agudo con el cruce de la N-502            | Entrada por el Este de Agudo               | Se llega al cruce de la N-502, dirección Talavera como hacia Almadén. |

Tren
Por Agudo no pasa ninguna línea de ferrocarril, no habiendo estación al uso. Las estaciones más cercanas al municipio son la de Almadenejos-Almadén y Guadalmez donde pasan trenes de Media Distancia que conectan Alcázar de San Juan, Ciudad Real y Puertollano con Badajoz. Las estaciones de AVE más cercanas son la de Puertollano (95 km) y Ciudad Real (110 km), estando conectadas con las principales ciudades españolas (Madrid, Barcelona, Valencia, Sevilla).

## Demografía
Agudo cuenta con una población de 1604 habitantes (INE 2024).
| Gráfica de evolución demográfica de Agudo entre 1842 y 2021                                                         |
| |
| Población de derecho según los censos de población del INE Población de hecho según los censos de población del INE |

La población ha ido menguando desde el inicio del censo de población debido a la emigración hacia las grandes ciudades industriales españolas. De los 2084 habitantes censados en 1857 se llegó a alcanzar los 4752 en 1950, para ir descendiendo desde entonces hasta los 1615 censados en 2022.
| 2,084         | 2,117 | 2,099 | 2,313 | 2,633 | 2,538 | 3,162 | 3,503 | 3,823 | 4,352 | 4,752 | 4,644 | 3,093 | 2,334 | 2,095 | 2,053 | 1,854 | 1,750 |
| (Fuente: INE) |       |       |       |       |       |       |       |       |       |       |       |       |       |       |       |       |       |

## Administración y política

### Listado de alcaldes desde 1979
| Nombre                              | Lista     | Fecha de posesión       | Fecha de baja        |
| ----------------------------------- | --------- | ----------------------- | -------------------- |
| Eugenio Faustino Moyo Nieto-Aliseda | UCD       | 19 de abril de 1979     | 23 de mayo de 1983   |
| Cirilo Agengo Vera                  | PSCM-PSOE | 23 de mayo de 1983      | 30 de junio de 1987  |
| Cirilo Agengo Vera                  | PSCM-PSOE | 30 de junio de 1987     | 15 de junio de 1991  |
| Jacinto Fernández Rodrigo           | PSCM-PSOE | 15 de junio de 1991     | 25 de agosto de 1993 |
| Pablo Vera Mansilla                 | PSCM-PSOE | 2 de septiembre de 1993 | 17 de junio de 1995  |
| Saturnino Manuel Agengo Vera        | PSCM-PSOE | 17 de junio de 1995     | 3 de julio de 1999   |
| Francisco Barba León                | PP-CLM    | 3 de julio de 1999      | 14 de junio de 2003  |
| Francisco Barba León                | PP-CLM    | 14 de junio de 2003     | 16 de junio de 2007  |
| Rafael Muñoz Palacios               | A.I.D.A.  | 16 de junio de 2007     | 19 de junio de 2009  |
| José Vera Flores                    | PSCM-PSOE | 19 de junio de 2009     | 11 de junio de 2011  |
| Rafael Muñoz Palacios               | A.I.D.A.  | 11 de junio de 2011     | 13 de junio de 2015  |
| Rafael Muñoz Palacios               | A.I.D.A.  | 13 de junio de 2015     | 2 de junio de 2017   |
| María Isabel Mansilla Piedras       | PP-CLM    | 2 de junio de 2017      | 15 de junio de 2019  |
| María Isabel Mansilla Piedras       | PP-CLM    | 15 de junio de 2019     | 17 de junio de 2023  |

### Composición del ayuntamiento por legislatura
1979-1983
| Lista            | N.⁰ de concejales |
| ---------------- | ----------------- |
| UCD              | 5                 |
| PSCM-PSOE        | 5                 |
| Independientes 1 | 1                 |
| Total            | 11                |

1983-1987
| Lista     | N.⁰ de concejales |
| --------- | ----------------- |
| PSCM-PSOE | 6                 |
| AP-PDP-UL | 5                 |
| Total     | 11                |

1987-1991
| Lista     | N.⁰ de concejales |
| --------- | ----------------- |
| PSCM-PSOE | 7                 |
| AP        | 3                 |
| CDS       | 1                 |
| Total     | 11                |

1991-1995
| Lista     | N.⁰ de concejales |
| --------- | ----------------- |
| PSCM-PSOE | 7                 |
| PP-CLM    | 3                 |
| CDS       | 1                 |
| Total     | 11                |

1995-1999
| Lista     | N.⁰ de concejales |
| --------- | ----------------- |
| PSCM-PSOE | 6                 |
| PP-CLM    | 5                 |
| Total     | 11                |

1999-2003
| Lista     | N.⁰ de concejales |
| --------- | ----------------- |
| PP-CLM    | 4                 |
| ASI       | 3                 |
| PSCM-PSOE | 2                 |
| AIDA      | 2                 |
| Total     | 11                |

2003-2007
| Lista     | N.⁰ de concejales |
| --------- | ----------------- |
| PP-CLM    | 6                 |
| PSCM-PSOE | 3                 |
| AIDA      | 2                 |
| Total     | 11                |

2007-2011
| Lista     | N.⁰ de concejales |
| --------- | ----------------- |
| PP-CLM    | 4                 |
| PSCM-PSOE | 3                 |
| AIDA      | 2                 |
| Total     | 9                 |

2011-2015
| Lista     | N.⁰ de concejales |
| --------- | ----------------- |
| PP-CLM    | 3                 |
| PSCM-PSOE | 3                 |
| AIDA      | 3                 |
| Total     | 9                 |

2015-2019
| Lista     | N.⁰ de concejales |
| --------- | ----------------- |
| PSCM-PSOE | 3                 |
| PP-CLM    | 3                 |
| AIDA      | 3                 |
| Total     | 9                 |

2019-2023
| Lista     | N.⁰ de concejales |
| --------- | ----------------- |
| PP-CLM    | 5                 |
| PSCM-PSOE | 3                 |
| AIDA      | 1                 |
| Total     | 9                 |

## Fiestas locales
- San Blas: 3 de febrero.
- Los Quintos: Domingo de Resurrección (Semana Santa).
- San Isidro Labrador: 15 de mayo.
- Feria de San Antonio: 13, 14 y 15 de junio.
- Fiestas en honor de Nuestra Señora de la Estrella: 14 al 18 de agosto (patrona de Agudo).